# Pseudophilomedes zeta
Pseudophilomedes zeta är en kräftdjursart som beskrevs av Louis S. Kornicker 1984. Pseudophilomedes zeta ingår i släktet Pseudophilomedes och familjen Philomedidae. Inga underarter finns listade i Catalogue of Life.